# Aqueduc de Liesing

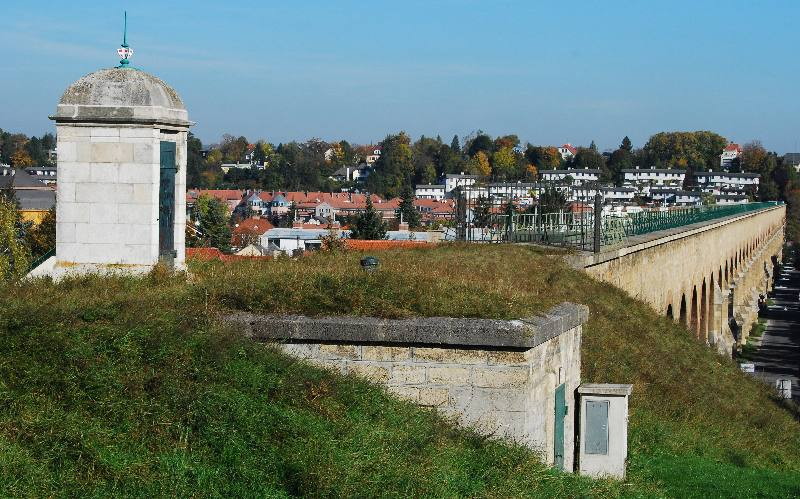
Aqueduc de Liesing avec pavillon d'entrée

L'aqueduc de Liesing est un aqueduc d'approvisionnement en eau de Vienne, en Autriche. Il s'agit de la première canalisation d'eau de source de Vienne, située dans le quartier de Liesing. Il traverse la vallée de la rivière du même nom. C'est un bâtiment classé.

## Histoire
L'aqueduc, protégé par la Convention de La Haye pour la protection des biens culturels en cas de conflit armé, traverse la Liesing et plusieurs rues parallèles à celle-ci sur une longueur d'environ 745 ou 785 mètres.
L'aqueduc, dont une petite partie se trouve dans la région de Perchtoldsdorf en Basse-Autriche, a été construit entre 1870 et 1873 par l'entreprise de construction londonienne Antonio Gabrielli sous la direction de l'autorité de construction de la ville de Vienne.
La voûte du conduit était réalisée en briques de forme conique. Au sommet, le conduit était recouvert d'un dallage en pierre de taille, bordé de blocs de corniche sur les côtés de l'aqueduc. Plus tard, un revêtement d'asphalte a été appliqué comme protection supplémentaire contre les intempéries.

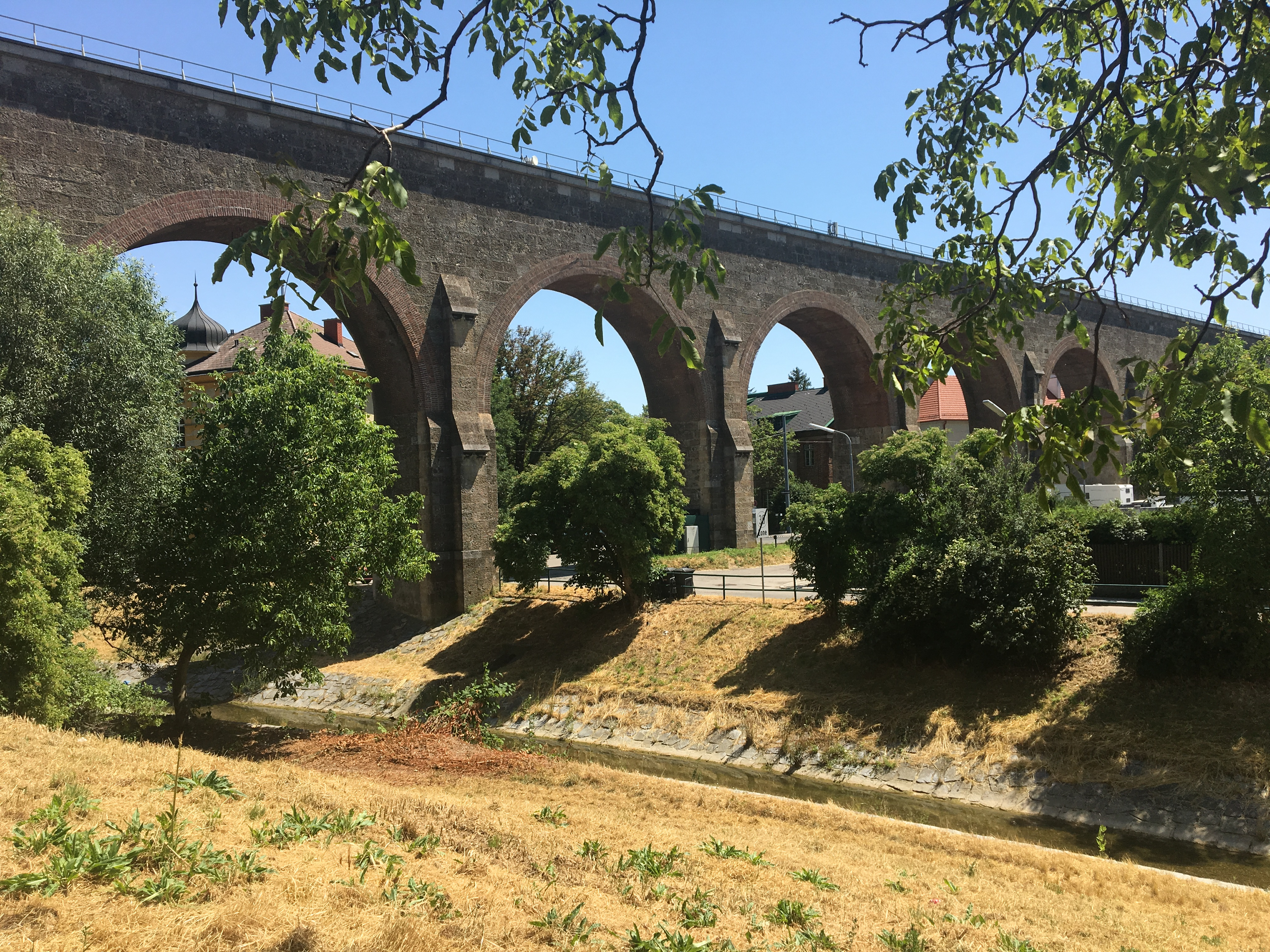
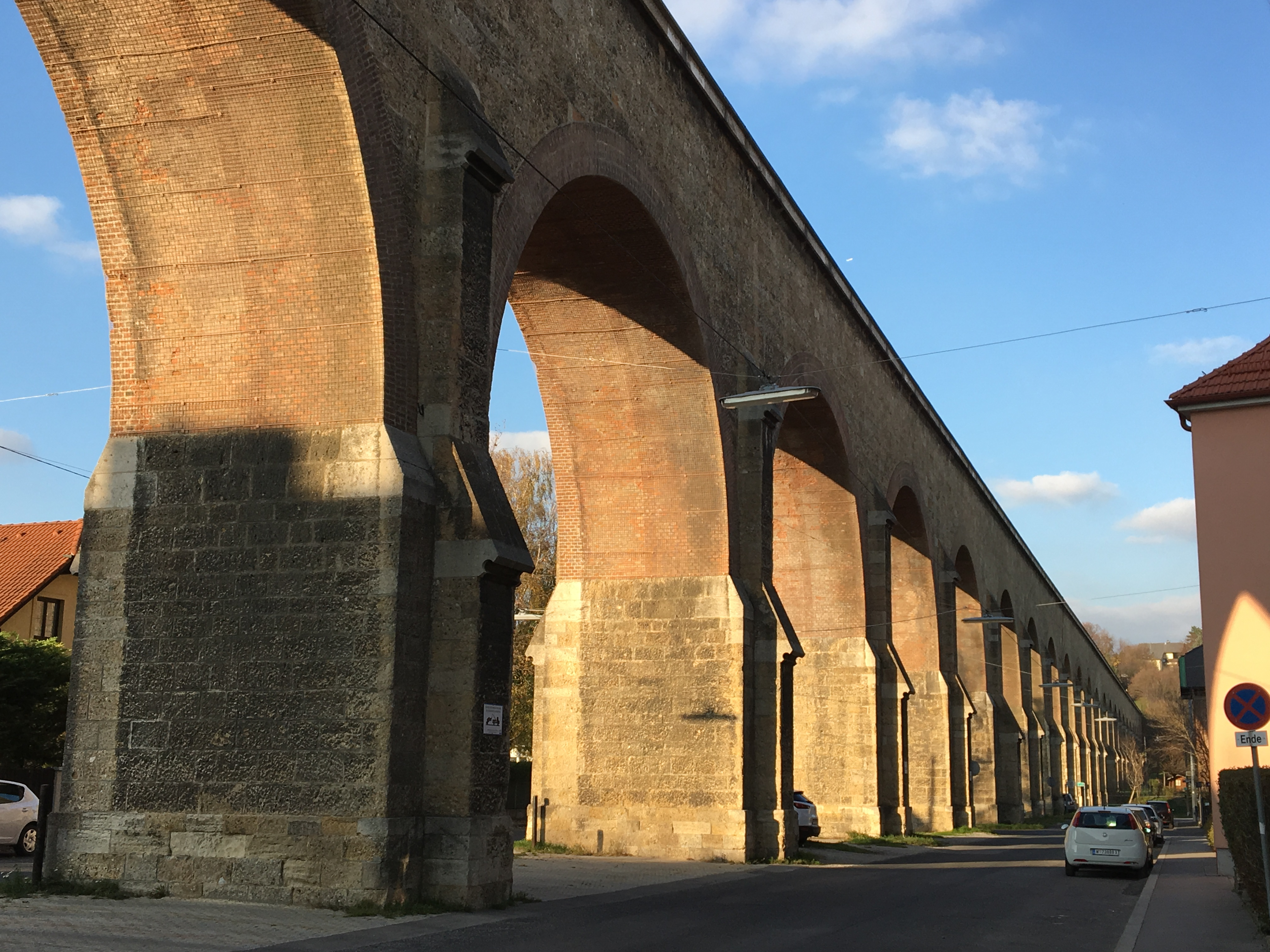
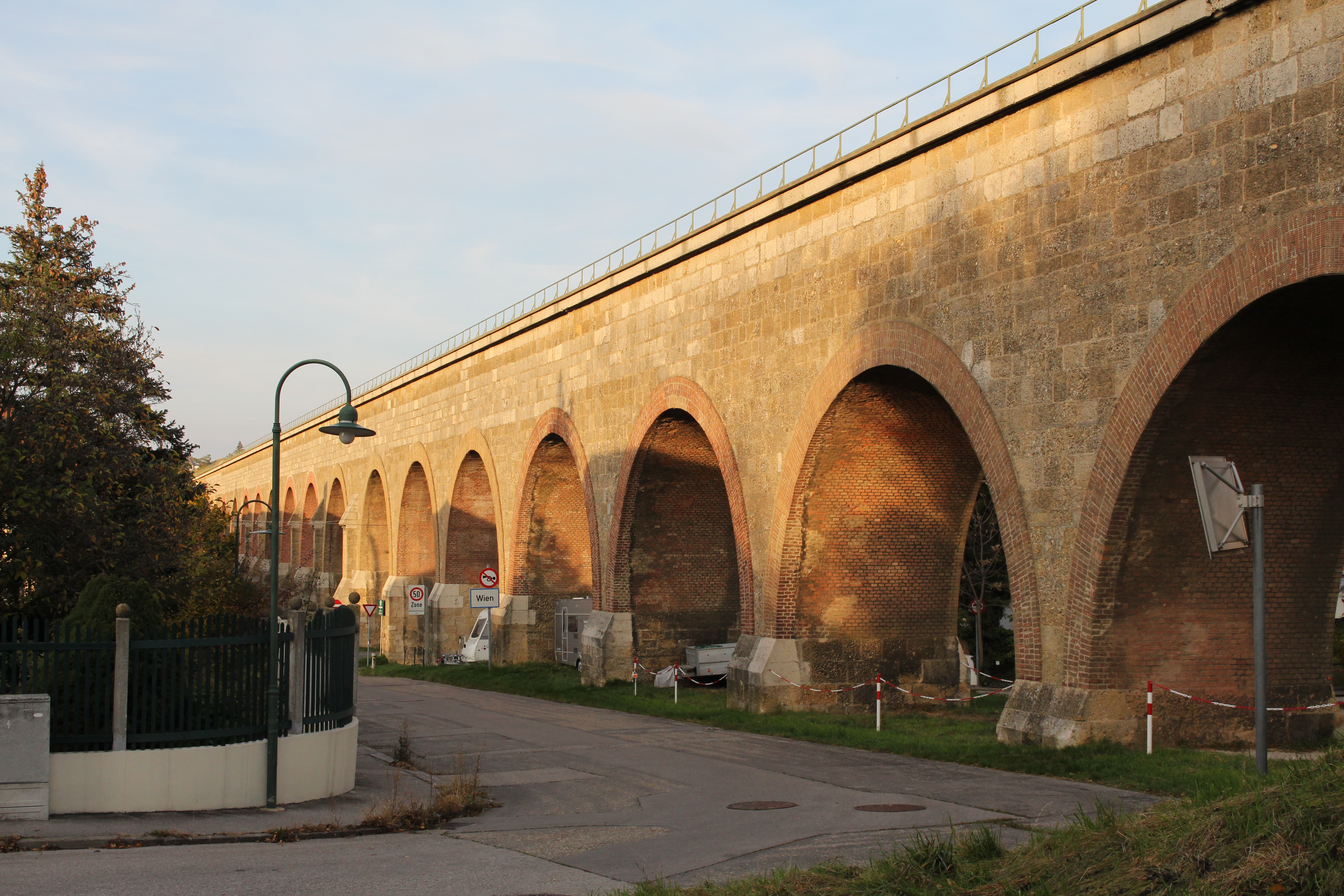

## Liens web
- Ressource relative à l'architecture :   - Structurae
- Aqueduc de Liesing
- Aqueduc de Liesing sur brueckenweb